# Laura Nyro
Laura Nyro ou Laura Nigro (nome de batismo) foi uma cantora-compositora e pianista de grande importância e influência na história do rock feminino, nasceu dia 18 de outubro de 1947 no Bronx, Nova Iorque e morreu aos 49 anos de câncer no ovário no dia 8 de abril de 1997 em Danbury, Connecticut.

## Vida e obra
A carreira de Laura Nyro teve uma primeira fase, que compreende os quatro primeiros discos, de grande exposição pública, pois várias de suas canções tornaram-se sucesso na interpretação de outros, como Barbra Streisand, e os grupos Fifth Dimension, Three Dog Night, Peter, Paul & Mary e Blood, Sweat & Tears.
Recusando o comercialismo da indústria musical, retirou-se de cena por algum tempo, casou com o ex-soldado David Bianchini, separou-se e voltou com Smile (1976). No entanto, doravante seu caminho artístico passaria ao largo do grande público, com a recusa de Nyro de escrever música comercial ("a vida real está além de um pensamento do tipo 4/4") e de aparecer na televisão, bem como com o seu engajamento em causas como o feminismo, o pacifismo, os direitos dos povos indígenas e os direitos dos animais, o que afastou a crítica e o público que desejavam mero entretenimento.
Entre os pontos altos da fase tardia de sua carreira, está a canção Broken rainbow, que escreveu para o filme homônimo, sobre o massacre dos índios Navajo pelo governo dos Estados Unidos. O filme de 1985, produzido por Maria Florio e Victoria Mudd, ganhou o Oscar de melhor documentário.
Ao morrer em 1997 da mesma doença (câncer no ovário) que havia levado sua mãe, deixou sua companheira Maria Desiderio e o filho Gil Bianchini.
No dia 14 de Abril de 2012, Laura Nyro foi indicada ao Rock and Roll Hall of Fame, onde foi apresentada por Bette Midler. Seu filho, Gil Bianchini, recebeu sua indicação.
Entre os músicos que influenciou, estão Joni Mitchell, Tori Amos, Suzanne Vega, Elvis Costello e Elton John. Suas músicas da fase mais tardia estão sendo recuperadas por artistas como Judy Kuhn e Audra McDonald.

## Discografia

### Discos ao vivo e em estúdio
- More than a new discovery (1966), relançado como The first songs (1973).
- Eli and the 13th confession (1968).
- New York Tendaberry (1969).
- Christmas and the beads of sweat (1970).
- Gonna take a miracle, com Labelle (1971).
- Smile (1976).
- Season of lights (ao vivo, 1977).
- Nested (1978).
- Mother's spiritual (1984).
- Laura Nyro live at the Bottom Line" (ao vivo, 1989).
- Walk the dog & light the light (1993).

### Lançamentos póstumos
- Spread your wings and fly, apresentação em Fillmore East (1971).
- Live at Carnegie Hall (1976).
- Live from Mountain Stage, concerto para a West Virginia Public Radio (1990).
- Live from Japan (1994).
- The loom's desire, últimos concertos em Nova Iorque (1993 e 1994).
- Angel in the dark, últimas gravações em estúdio (1994 e 1995).

### Coletâneas
- Impressions (1980).
- Stoned Soul Picnic: The best of Laura Nyro (1997).